# Volley Köniz
Volley Köniz – żeński klub piłki siatkowej ze Szwajcarii. Swoją siedzibę ma w mieście Köniz. 

## Sukcesy
- Mistrzostwo Szwajcarii:
  -  2000, 2001, 2002, 2003, 2004, 2009
  -  2010
  -  2013

- Puchar Szwajcarii:
  -  2000, 2001, 2002, 2003, 2004, 2009

- Superpuchar Szwajcarii:
  -  2005, 2008

### Polki w klubie
| Imię i nazwisko | Lata gry           |
| --------------- | ------------------ |
| Marta Ostrowska | 2006-2010 2012-104 |